# Chucoa ilicifolia
Chucoa ilicifolia Cabrera, 1955 è una specie di pianta della famiglia delle Asteraceae. Chucoa ilicifolia è anche l'unica specie del genere Chucoa Cabrera, 1955.

## Descrizione
Il portamento di questa specie è arbustivo scarsamente ramificato. Massima altezza 1,8 metri.
Le foglie, sessili o subsessili, sono disposte in modo alternato con lamine a forma oblanceolata e con bordi scarsamente dentato-spinosi. Gli apici sono spinosi. Dimensione delle lame: 4-6 x 0,6-1,3 cm.
Le infiorescenze sono composte da capolini solitari lungamente peduncolati. Si possono trovare sia in posizione terminale che in posizione ascellare; a volte i capolini sono doppi; prima dell'antesi possono annuire leggermente, ma sostanzialmente in fioritura hanno un portamento eretto. I capolini di tipo discoide omogami e sono formati da un involucro (1,5-2,5 x 2-2,7 cm) a forma da spiralata a strettamente campanulata composto da brattee (o squame) all'interno delle quali un ricettacolo fa da base ai fiori. Le brattee, simili a foglie, disposte su 4 - 5 serie in modo embricato sono di tipo ovato con apici acuti (dimensione delle brattee esterne: 7 x 3 mm; quelle interne: 19 x 12 mm)). Il ricettacolo (il contenitore dei fiori) ha delle forme da piatte a leggermente convesse; la superficie è alveolata e i bordi sono cigliati.
I fiori sono tetraciclici (a cinque verticilli: calice – corolla – androceo – gineceo) e in genere pentameri (ogni verticillo ha 5 elementi). I fiori (molti - circa 50) sono isomorfi, actinomorfi e ermafroditi.
- Formula fiorale:

*/x K {\displaystyle \infty }, [C (5), A (5)], G 2 (infero), achenio
- Calice: i sepali del calice sono ridotti ad una coroncina di squame.
- Corolla: il colore delle corolle è giallo. Le corolle hanno 5 profondi lobi arrotolati e papillosi all'apice. Lunghezza delle corolle: 22–23 mm; lunghezza dei lobi: 7–8 mm.
- Androceo: l'androceo è formato da 5 stami con filamenti liberi e antere saldate in un manicotto circondante lo stilo.[11] Le antere (lunghe 11-11,5 mm) in genere hanno una forma sagittata intera con appendici apicali acute (lunghezza dell'apicale: 1,3 mm); a volte appaiono ruvide. Le teche sono calcarate (provviste di speroni) e provviste di code (lunghe 2 mm). Il polline normalmente è tricolporato (prolato) a forma sferica (l'esina può essere microechinata).
- Gineceo: il gineceo ha un ovario uniloculare infero formato da due carpelli.[11]. Lo stilo è unico e con due stigmi (lunghezza dei rami: 3-3,5 mm) e un nodo basale glabro. Gli apici degli stigmi sono arrotondati e sono ricoperti da piccole papille (sulla parte abassiale). L'ovulo è unico e anatropo.

I frutti sono degli acheni con pappo. La forma degli acheni è cilindrica (raramente è compressa) con lunghezze di 6–8 mm; le pareti possono essere costate e sono glabre o sericee. Il carpoforo (o carpopodium) ha delle forme a tappo con ispessimenti marginali. Il pappo (persistente) è formato da setole (lunghe 12–17 mm) disposte su alcune serie (3), sono barbate o piumose del tutto o a volte sono subpiumose solo apicalmente, ed è direttamente inserito nel pericarpo o connato in un anello parenchimatico posto sulla parte apicale dell'achenio.

## Biologia
- Impollinazione: l'impollinazione avviene tramite insetti (impollinazione entomogama tramite farfalle diurne e notturne).
- Riproduzione: la fecondazione avviene fondamentalmente tramite l'impollinazione dei fiori (vedi sopra).
- Dispersione: i semi (gli acheni) cadendo a terra sono successivamente dispersi soprattutto da insetti tipo formiche (disseminazione mirmecoria). In questo tipo di piante avviene anche un altro tipo di dispersione: zoocoria. Infatti gli uncini delle brattee dell'involucro si agganciano ai peli degli animali di passaggio disperdendo così anche su lunghe distanze i semi della pianta.

## Distribuzione
La specie di questa voce è endemica del Perù.

## Tassonomia
La famiglia di appartenenza di questa voce (Asteraceae o Compositae, nomen conservandum) probabilmente originaria del Sud America, è la più numerosa del mondo vegetale, comprende oltre 23.000 specie distribuite su 1.535 generi, oppure 22.750 specie e 1.530 generi secondo altre fonti (una delle checklist più aggiornata elenca fino a 1.679 generi). La famiglia attualmente (2021) è divisa in 16 sottofamiglie.

### Filogenesi
La sottofamiglia Mutisioideae, nell'ambito delle Asteraceae occupa una posizione "basale" (si è evoluta precocemente rispetto al resto della famiglia) ed è molto vicina alla sottofamiglia Stifftioideae. La tribù Onoserideae nell'ambito della sottofamiglia occupa una posizione "basale" (è il primo gruppo ad essersi diviso).
Il genere Chucoa descritto da questa voce appartiene alla tribù Onoserideae. I caratteri distintivi per le specie di questo genere sono:
- il portamento è arbustivo;
- le corolle sono tubolari;
- i bracci dello stilo sono papillosi.

Alcuni studi sostengono di includere la specie di questa voce nel genere Onoseris. In precedenza il genere era descritto all'interno della tribù Mutisieae, raggruppamento che la classificazione tradizionale collocava all'interno della sottofamiglia Cichorioideae e che la moderna classificazione filogenetica ha ricollocato, ridisegnandone i confini, all'interno della sottofamiglia Mutisioideae. Attualmente un'altra specie di Chucoa è stata trasferita al genere Paquirea con il nome di Paquirea lanceolata.